# Popillia bipunctatus
Popillia bipunctatus is een keversoort uit de familie van de bladsprietkevers (Scarabaeidae). De wetenschappelijke naam werd gepubliceerd in 1787 door Fabricius.